# Убе (Француска)
Убе (фр. Aubais) насеље је и општина у јужној Француској у региону Лангдок-Русијон, у департману Гар која припада префектури Ним.
По подацима из 2011. године у општини је живело 2452 становника, а густина насељености је износила 207,97 становника/km². Општина се простире на површини од 11,79 km². Налази се на средњој надморској висини од 37 метара (максималној 95 m, а минималној 12 m).

## Демографија
| 1962. | 1968. | 1975. | 1982. | 1990. | 1999. | 2011. |
| ----- | ----- | ----- | ----- | ----- | ----- | ----- |
| 869   | 900   | 1.016 | 1.261 | 1.541 | 1.996 | 2.452 |

График промене броја становника у току последњих година